# Gwary zachodniowielkopolskie
Gwary zachodniowielkopolskie – grupa gwar języka polskiego, którą charakteryzuje między innymi:
- silna dyftongizacja, w tym y, np. dobryj, żyjcie (dobry, życie), duoebryj kuot niszczyj myszyj
- obniżenie artykulacji lub dyftongizacja u, np. lůdzie, sůknia, bódynek, bóudynek, ómar, óumar (budynek, umarł)
- forma czasu przeszłego typu ja niozym
- postać -yg (-ig), -ych (-ich) dopełniacza liczby pojedynczej przymiotników i zaimków w rodzaju męskim i nijakim, np. tyg dobryg chłopa
- końcówka -me pierwszej osoby liczby mnogiej czasu teraźniejszego, np. siedzime